# Municipio de Pioneer (condado de Graham)
El municipio de Pioneer (en inglés: Pioneer Township) es un municipio ubicado en el condado de Graham en el estado estadounidense de Kansas. En el año 2010 tenía una población de 34 habitantes y una densidad poblacional de 0,21 personas por km².

## Geografía
El municipio de Pioneer se encuentra ubicado en las coordenadas 39°29′39″N 99°40′3″O / 39.49417, -99.66750. Según la Oficina del Censo de los Estados Unidos, el municipio tiene una superficie total de 161.05 km², de la cual 161,02 km² corresponden a tierra firme y (0,01 %) 0,02 km² es agua.

## Demografía
Según el censo de 2010, había 34 personas residiendo en el municipio de Pioneer. La densidad de población era de 0,21 hab./km². De los 34 habitantes, el municipio de Pioneer estaba compuesto por el 100 % blancos. Del total de la población el 0 % eran hispanos o latinos de cualquier raza.